# (3131) Mason-Dixon
(3131) Mason-Dixon – planetoida z pasa głównego asteroid okrążająca Słońce w ciągu 5,0 lat w średniej odległości 2,92 au. Odkrył ją 24 stycznia 1982 roku Edward Bowell w Anderson Mesa Station (placówce Lowell Observatory). Nazwa planetoidy pochodzi od nazwisk dwóch brytyjskich astronomów: Charlesa Masona i Jeremiaha Dixona.